# 片岡寛光
片岡 寛光（かたおか ひろみつ、1934年 - ）は、日本の行政学者。学位は、博士（政治学）（早稲田大学）。称号は、早稲田大学名誉教授（2005年）、瑞宝中綬章受章（2012年）、早稲田大学名誉評議員（2014年）。専門は、行政学。

## 来歴・人物
札幌市生まれ。北海道札幌西高等学校、早稲田大学政治経済学部卒。
1967年以降早稲田大学政治経済学部に助手から勤務。1976年から教授。1990年から1994年まで同学部長。1994年から1998年まで同大学大学院政治学研究科委員長。2003年から2005年まで同大学大学院公共経営研究科専任教授・委員長。カリフォルニア大学で在外研究を行う。1990年から1994年日本行政学会理事長。法務省司法試験第一次考査委員、人事院参与、国際研究交流協会理事、日本政治総合研究所理事等を歴任。ほかに早稲田大学野球部部長・水泳部部長など。2005年3月早稲田大学政治経済学術院教授を退職。2014年に日本政治法律学会より学会賞を受賞。

### 門下
早大での門下としては、辻隆夫（早稲田大学）、縣公一郎（早稲田大学）、藤井浩司（早稲田大学）、平石正美（国士舘大学）、篠田徹（早稲田大学）、香川正俊（熊本学園大学）、島袋純（琉球大学）、西東克介（弘前学院大学）、久邇良子（東京学芸大学）、風間規男（同志社大学）、安章浩（尚美学園大学）、岩本諭（佐賀大学）、熊達雲（山梨学院大学）、松田憲忠（青山学院大学）、上崎哉（近畿大学）、中沼丈晃（摂南大学）、宗像優（九州産業大学）、久保木匡介（長野大学）、大藪俊志（佛教大学）、堀田学（新島学園大学）、原田徹（佛教大学）らを輩出している。

## 著書

### 単著
- 『行政国家』、早稲田大学出版部、1976年。
- 『行政の設計』、早稲田大学出版部、1978年。
- 『内閣の機能と補佐機構』、成文堂、1982年。
- 『行政学の要点整理』、実務教育出版、1983年。
- 『国民と行政』（行政の理論1）、早稲田大学出版部、1990年。
- 『行政の構造』（行政の理論2）、早稲田大学出版部、1992年。
- 『官僚のエリート学』、早稲田大学出版部、1996年。
- 『職業としての公務員』（行政の理論3）、早稲田大学出版部、1998年。
- 『責任の思想』、早稲田大学出版部、2000年。
- 『公共の哲学』、早稲田大学出版部、2002年。
- 『国民リーダー　大隈重信』、冨山房、2009年。
- 『大リーダーの時代』、成文堂、2013年。
- 『現代国家論』、早稲田大学出版部、2016年。
- 『リーダーの人間学』、中央経済社、2018年。
- 『人間と人工知能 -文明論的考察-』、内外出版、2020年。
- 『シリコンバレー物語　研究開発拠点移動の物語』、内外出版、2021年。

### 共編著
- 『効率のよい政府のための減量作戦』、三修社、1979年。
- 『大学の精神』、三修社、1980年。
- 『政治学』、成文堂、1980年。
- 『図解政治学』（図解教養科目シリーズ1）、立花書房、1981年。
- 『国と地方』、早稲田大学出版部、1985年。
- 『現代行政』、法学書院、1988年。
- 『アメリカの政治』(Waseda libri mundi 7)、早稲田大学出版部、1994年。
- 『現代行政国家と政策過程』、早稲田大学出版部、1998年。
- 『国別行政改革事情』、早稲田大学出版部、1998年。